# Daniel Tucker
Daniel Tucker (ur. 7 lipca 1970) – amerykański basista, znany przede wszystkim jako pierwszy basista amerykańskiej grupy deathmetalowej Obituary. 
Tucker zagrał na pierwszym albumie Obituary wydanym w 1989 roku zatytułowanym Slowly We Rot. W tym samym roku opuścił grupę wraz z gitarzystą Allenem Westem. 
Po odejściu z Obituary Tucker grał w różnych innych zespołach. W 1991 roku dołączył do Wilted Existence jednak trzy lata później zakończył z nią współpracę. W 2011 roku dołączył do grupy After Death, która w 2013 roku zmieniła nazwę na Nocturnus AD.

## Dyskografia
Obituary
- Slowly We Rot (1989)
- Anthology (2001)
- The Best of Obituary (2008)

Nocturnus AD
- Paradox (2019)